# Guido Galeotto Torelli
Pour les articles homonymes, voir Torelli.
Guido Galeotto Torelli (né à Guastalla et mort à Settimo après 1495) fut comte de Guastalla et du vicariat de Settimo.

## Biographie
Fils ainé de Pietro Guido Ier, comte di Guastalla, il succède à la mort de son père au trône du comté de  Guastalla avec son frère cadet Francesco Maria.
Le 28 juillet 1475, Francesco Maria est privé de ses biens par le duc de Milan Galeazzo Maria Sforza car à l'époque Guastalla dépend officieusement de la volonté du duc de Milan qui contrôle les activités menées dans la région par les comtes Torelli. Toutefois, cette mesure dont la raison est encore inconnue, n'a pas été prise à l'encontre Galeotto Guido, qui continue à régner sans son frère sur le petit comté. Guido Galeotto aurait été épargné en raison de son mariage avec Margherita, fille du chancelier du duché de Milan Cicco Simonetta. Francesco Maria retrouve son titre, après l'assassinat de Galeazzo Maria Sforza (25 décembre 1476), amnistié Bonne de Savoie, veuve du duc.
La victoire de Ludovico le Maure sur ses adversaires qui comprend Cicco Simonetta, met un terme à la période de règne de Galeotto Guido sur Gastalla. Francesco Maria devient alors le seul maitre de Guastalla grâce au soutien de Ludovico Sforza tandis que Guido Galeotto reçoit la seigneurie de Settimo.
Guido Galeotto meurt à Settimo, dans la région de Pavie, où il s'était retiré laissant une fille et quatre fils.

## Sources
- (it) Cet article est partiellement ou en totalité issu de l’article de Wikipédia en italien intitulé « Guido Galeotto Torelli » (voir la liste des auteurs).
- L'art de vérifier les dates des faits historiques 1819 p341